# 3512 Eriepa
3512 Eriepa је астероид главног астероидног појаса чија средња удаљеност од Сунца износи 2,249 астрономских јединица (АЈ).
Апсолутна магнитуда астероида је 13,6.